# Kolyma
Pour les articles homonymes, voir Kolyma (homonymie).
La Kolyma (en russe : Колы́мский край, Kolymskiï kraï ou Колыма́) est une région historique de l'Extrême-Orient russe devenue un centre majeur d'extraction minière au cours du XXe siècle grâce au travail forcé. Le territoire comprend classiquement tout l'oblast de Magadan et les régions du nord-est de la Iakoutie. Le bassin de la Kolyma comprend les rivières du raïon de Bilibino de la Tchoukotka. Le territoire de la Kolyma n'a jamais été distingué comme une unité administrative distincte et son territoire faisait à différentes époques partie de diverses entités administratives.
La région tire son nom du fleuve Kolyma, long de 2 129 km et drainant un bassin de 680 000 km2. Celui-ci est constitué de montagnes au sud et à l'est, atteignant 3 000 mètres au mont Chen, dans la chaîne Cherskii, et de la vaste plaine de la Kolyma dans le nord, où le fleuve s'écoule vers l'océan Arctique. Son débit de 4 060 mètres cubes par seconde est le sixième plus important de la Russie après l'Ienisseï, la Léna, l'Ob, l'Amour et la Volga. Le fleuve Kolyma est gelé sur une profondeur de plusieurs mètres pendant environ 250 jours par an, redevenant libre de glace seulement début juin et gelant à nouveau début octobre. 
Le concept de « Kolyma » en tant que région spécifique est apparu dans les années 1920-1930 avec la découverte de riches gisements d'or et d'autres minéraux. Par la suite pendant l'époque stalinienne, de nombreux prisonniers furent envoyés dans les camps du Goulag de la région pour exploiter les mines, notamment au cours des Grandes Purges. Cette période est connue, entre autres, grâce aux nouvelles de Varlam Chalamov, Récits de la Kolyma, par lesquelles le terme Kolyma est devenu emblématique du Goulag.

## Vue d'ensemble
Pour des articles plus généraux, voir Goulag et Dalstroï.
La Kolyma, vaste territoire arctique et sub-arctique, avec des frontières politiques et géographiques mal définies, se trouve dans les plus lointains confins nord-est de la Sibérie. L'éloignement et l'isolement, la sévérité du climat et les conditions de vie très dures en font un « enfer blanc », un lieu à part. Les soviétiques redoutaient la Kolyma plus qu'aucune autre région de l'archipel du Goulag : « Колыма значит смерть » « Kolyma znatchit smert » (Kolyma veut dire mort) disait-on à l'époque. Une maxime, connue dans toute l'URSS, disait : « Kolyma, Kolyma, ô planète enchantée / l'hiver a douze mois, tout le reste c'est l'été. »
La région appartenait de longue date à l'Empire russe, mais elle est restée pratiquement inconnue jusqu'au début du xxe siècle. Bien avant que ce territoire longtemps ignoré ne soit connu comme le « four crématoire blanc » ou « le pays de la mort blanche »[réf. nécessaire], des explorateurs russes, chasseurs et aventuriers, avaient évoqué son existence. Deux éléments avaient maintenu les pionniers hors de la région : son climat sévère et son isolement géographique. Le premier Européen a l'avoir explorée semble avoir été le Polonais Jan Czerski, exilé en Sibérie orientale par Alexandre II après l'insurrection polonaise de 1861-1864.
Cependant, la Kolyma présente une spécificité remarquable : sa richesse en gisements d'or. Un premier gisement aurifère est découvert en 1916 dans la vallée du Srednekam (un affluent de la Kolyma). En 1928, cette découverte est confirmée par un autre gisement au bord d'un autre affluent du fleuve. Sur des rumeurs de nouvel Eldorado, des orpailleurs affluent, principalement de Iakoutie. En juillet 1928, on organise la première expédition géologique. En 1929, la prospection individuelle est interdite par les autorités ; les orpailleurs sont tenus de céder leurs trouvailles pour un prix dérisoire à la société minière d'état Soyouzzoloto (Compagnie de l'Or). En septembre 1929, les responsables de l'expédition géologique publient un rapport dithyrambique au sujet de la richesse en or de la région. Les moyens de la société Soyouzzoloto sont renforcés ; ils restent cependant dérisoires : 150 chevaux, 300 rennes, etc.. 
La société minière souffre d'un évident manque de main-d'œuvre. Les conditions climatiques l'expliquent facilement. Les quantités d'or extraites sont très faibles : 274 kg en 1930, 153 kg en 1931. Le 13 novembre 1931 est créé le Dalstroï, organisme chargé de l'exploitation des mines et de la construction des routes de la région ; toutefois le territoire reste directement géré depuis Moscou par le Politburo. La main-d'œuvre connaît un développement certain : en juin 1929, une réforme pénale impose en effet que les prisonniers à plus de trois années d'incarcération ne soient plus détenus en prison mais astreints à un travail forcé et transférés dans des camps de travail.
Après la découverte de son riche potentiel minier, la région devient l'objet d'une exploitation intensifiée. Les prisonniers, ou lagerniks, comme on les appelle communément, en sont les outils principaux. Des milliers d' « ennemis du peuple », utilisés comme main-d'œuvre servile, meurent dans les mines d'or du Nord sibérien.
L'inaccessibilité de la région entraîne l'abandon d'un projet de route entre Vladivostok et Magadan, la principale ville de la Kolyma. La seule liaison possible est donc maritime, de Vladivostok au petit port de Magadan, Kamtchatka et au port de la mer arctique d'Ambartchik[pas clair]. On crée une flotte de cargos transportant les prisonniers à l'aller et l'or au retour.
Le premier directeur des camps de travail de la Kolyma est investi en 1932 ; Edvard Petrovitch Berzine, haut responsable du Guépéou dispose de tous les pouvoirs pour mettre en valeur la région. À la fin 1932, la région compte déjà 11 000 détenus, dont 90 % sont affectés à la construction des infrastructures carcérales, minières et logistiques. Sous la direction de Berzine, la Kolyma devint la nouvelle frontière de l'Union soviétique. Toute l'économie y est fondée sur le travail forcé des prisonniers. Peu après, la première route transversale vers le Nord passe de 13 à 1 034 km, allant de Magadan au port arctique d'Ambartchik. Des camps de travail sont construits le long de cette route et de nouvelles mines, principalement des mines d'or, entrent en exploitation.

### Magadan
Pour un article plus général, voir Magadan.
Le centre de ce développement rapide était la capitale de la Kolyma, Magadan. Ce petit village de pêcheurs se développa rapidement en une active colonie pénitentiaire. Des centaines de milliers de prisonniers arrivaient chaque année, destinés aux camps de travail. Ils constituaient la population de Magadan et de son arrière-pays et étaient supposés travailler jusqu'à leur mort : aucun retour n'était prévu. Ainsi, Magadan, qui comptait seulement 165 maisons en 1935, devint en un demi-siècle une ville de 100 000 habitants.
Des publications soviétiques, comme le livre Magadan, décrivent la ville comme un endroit agréable et moderne : vivante, en progrès et, plus que tout, libre. Rien n'indique que sa naissance résulte du travail forcé des déportés soviétiques, des prisonniers polonais, allemands, roumains, lituaniens, lettons, mongols, chinois, coréens, afghans, arméniens ou de prisonniers de guerre japonais. Avec le démantèlement des camps de travail dans les années 1950, la mémoire de ces esclaves a disparu. Bien que les archives soviétiques aient livré quelques lumières, le déni du passé de la Kolyma demeure aujourd'hui.

## L'origine des prisonniers
Les premières victimes soviétiques des répressions staliniennes, commencèrent à arriver en nombre à la Kolyma au début des années 1930, dont de nombreux ouest-ukrainiens, des koulaks.
De nouvelles ressources de main-d'œuvre forcée furent trouvées après l'invasion de la Pologne orientale par l'Union soviétique en 1939. Plusieurs milliers de Polonais furent déportés dans les vastes territoires de la Sibérie et du Kazakhstan. Rapidement, des déportés de Lituanie, Lettonie et Estonie, trois autres pays annexés à l'URSS, suivirent les Polonais. Puis des prisonniers de toutes les batailles menées par l'URSS prirent le même chemin, on y trouve notamment des prisonniers allemands, hongrois, roumains et japonais.

## Le transport des prisonniers vers la Kolyma
Le travail forcé aurait eu un faible impact sur l'économie soviétique sans l'infrastructure qui rendait possible le transport des prisonniers de leur point d'extraction à leur point d'utilisation et de destruction.
Le chemin de fer Transsibérien devint le principal moyen de transport pour amener les prisonniers aux stations le long de la ligne ; puis on les transportait jusqu'aux divers camps du Nord sibérien. Le terminus oriental du Transsibérien, Vladivostok, était le point de départ vers la Kolyma. Un camp de transit existait à la gare de Vtoraïa Retchka. Cependant, faute de transports terrestres, la voie maritime était le seul moyen d'atteindre les côtes de la Kolyma via la mer du Japon et la mer d'Okhotsk. Une flotte basée à Vladivostok fut créée dans ce but ; entre 1932 et 1953, elle transporta environ un million de travailleurs forcés.

### Les bateaux d'esclaves
Une flotte de cargos spécialement aménagés transportait les prisonniers pour un aller simple.
Des bateaux, comme le Djourma, le Sovlatvia, le Dalstroï, le Décabriste transportaient dans leurs soutes plusieurs milliers de prisonniers. Tous ces bateaux, à l'origine des cargos, furent réaménagés pour pouvoir transporter une cargaison humaine maximale. Un bateau typique était le Djourma. Une structure en bois était érigée le long des parois de la soute et comprenait cinq niveaux de couchettes. Chaque niveau était divisé en sections pour accueillir cinq hommes en position couchée. Pour prendre place, les prisonniers devaient se glisser les jambes en premier, la tête tournée vers le passage pour éviter l'étouffement. Les latrines consistaient en barils, appelés « parachas », périodiquement vidés en mer ; ils se renversaient fréquemment, répandant les déjections dans la soute.
Sur ces bateaux surchargés, la nourriture était toujours en quantité réduite. En ces temps, tout le pays était rationné et les prisonniers étaient servis les derniers. Sur le bateau, les rations étaient inférieures à celles fournies dans les prisons. Le repas quotidien, pour chaque groupe de quinze hommes consistait en une portion de pain, une portion de choucroute et un baquet d'eau. On appliquait la maxime concentrationnaire : « les hommes qui ne travaillent pas n'ont pas besoin de nourriture ».
L'air frais entrait par les trappes supérieures des soutes. Cependant, même quand elles étaient complètement ouvertes, la quantité d'air qui entrait était à peine suffisante. De plus, les trappes et la porte principale étaient toujours fermées quand le bateau passait dans les eaux territoriales japonaises.
Une partie des navires, après 1941, provint du prêt-bail américain.

### Les catastrophes
Le Djourma eut une large part dans les tragédies liées au transport des détenus. 
Pendant un de ses voyages vers le port arctique d'Ambartchik, le Djourma fut pris par la glace. Dans l'impossibilité de se dégager, le bateau demeura immobilisé l'hiver entier, avec une cargaison de 12 000 hommes. Les Soviétiques n'avaient aucun moyen de les secourir et ils n'acceptèrent pas l'aide étrangère proposée par une station météorologique américaine de l'Arctique. La cargaison humaine entière mourut de froid et de faim dans les cales
En une autre occasion, en pleine mer, des criminels de droit commun allumèrent un feu dans une soute. Le commandant du bateau refusa l'aide de marins japonais non loin du navire. L'équipage ferma les portes et trappes, et la cargaison humaine entière mourut par asphyxie. Le feu fut éteint et le bateau remis en état pour accueillir une nouvelle cargaison.
Robert Conquest mentionne un autre désastre : l'explosion du Sovlatvia, qui convoyait des prisonniers lituaniens et une cargaison de dynamite. L'explosion fut probablement causée par un sabotage des prisonniers.
Une source polonaise rapporte un autre désastre impliquant le Djourma. Au printemps 1941, le bateau, transportant 8 000 hommes – y compris un contingent de 3 000 Polonais –, subit une autre catastrophe au cours d'une violente tempête en mer. Dans la cale, les banquettes centrales s'effondrèrent, recouvrant des centaines d'hommes de débris de bois et de corps humains. Il y eut plusieurs morts et de nombreux blessés ; le nombre exact n'en fut jamais divulgué.

## Le camp de travail
L'unité de base était le camp de travail. Bâti en un lieu isolé de la taïga où des filons d'or avaient été découverts, le camp n'était ni coûteux ni compliqué à édifier. Il était conçu pour être autosuffisant, son fonctionnement reposant sur le travail des prisonniers. Ceux-ci construisaient intégralement le camp, coupant et taillant le bois et bâtissant les baraques. On lâchait des prisonniers dans la taïga au début de la courte saison d'été. Leur première tâche était de construire les clôtures de barbelés, les baraques en bois avec le logement des prisonniers et les services ainsi que les baraquements extérieurs pour la garde et le commandant. Un autre groupe était affecté à la construction d'un équipement primitif d'exploitation de l'or, ouvrant le sol et commençant le travail minier. L'extraction de l'or commençait presque aussitôt après l'arrivée des hommes. Le slogan au-dessus de l'entrée du camp portait : « Le pays a besoin d'or ».
Ainsi, pour la mine d'or dite « Pionnier », (Pryisk en russe), située à 400-500 km au nord de Magadan dans une vallée au milieu de montagnes enneigées :

« Durant l'été 1941, le premier groupe de prisonniers polonais arriva au camp. Là, ils trouvèrent les premiers arrivés, qui avaient bâti le camp deux ans auparavant ; peu étaient encore en vie. C'étaient principalement les fonctionnaires du camp qui, assurant les services essentiels, recevaient les meilleures rations de nourritures, les meilleurs vêtements et avaient les meilleures conditions de vie. À cette époque, deux baraques pour les prisonniers travaillant à la mine avaient toujours des toits provisoires en écorce ; la baraque pour la cuisine était à moitié finie et la salle médicale était une simple cabane près de l'entrée du camp. La clôture de barbelés et la tour de garde étaient solidement en place et la baraque des gardes, surélevée, avait tous les aménagements permis par les circonstances. »

### L'organisation de la production

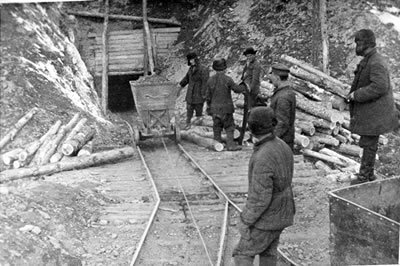
Une des mines d'or de la Kolyma.

Tous les efforts du système portaient sur l'augmentation de la production d'or. Le manque de méthodes et d'équipements modernes conduisirent les dirigeants à pallier la mauvaise productivité en accroissant la main-d'œuvre forcée. Ils comptaient sur ces moyens primitifs pour assurer une production maximum à un coût minimum. Le principe était que l'entreprise devait se suffire à elle-même et produire un retour lucratif pour l'État.
Plusieurs organisations existèrent pour superviser la production d'or. L'une d'elles, l'USWITL (pour « Administration de la force de travail corrective du Nord-Est ») eut pour directeur Garanine. La période de son règne sévère fut connue dans la tradition pénale de la Kolyma comme la « Garaninchtchina ». Aucun de ses successeurs n'essaya d'introduire des nouveautés qui amélioreraient les conditions de vie des prisonniers. Des noms comme Vichnioviecki, Gakaïev et Drabkine s'établirent dans l'histoire de la Kolyma comme ceux d'administrateurs brutaux, exigeant toujours plus et ne transigeant jamais.

### Les camps temporaires
Les camps n'étaient pas appelés à durer. Une fois les mines épuisées, le camp était simplement abandonné ainsi que les prisonniers incapables de se déplacer. Les autres étaient conduits vers une nouvelle zone aurifère pour construire un nouveau camp, creuser de nouvelles mines. Les ruines de certains de ces camps sont encore visibles aujourd'hui.

### La quantité d'or produite
Selon les estimations de Robert Conquest, la production aurifère commença avec quelques tonnes la première année, et atteignit 400 à 500 tonnes chaque année au sommet des pertes humaines. Ces estimations sont jugées aujourd'hui très excessives et doivent être divisées par 10. Il apparaît qu'il n'y eut guère plus d'un[réf. nécessaire] kilogramme d'or produit pour chaque vie humaine perdue dans le processus de production.

## Les prisonniers

### La vie des prisonniers
Des complaintes d'auteurs anonymes circulèrent et furent reprises et chantées, avec de nombreuses variantes, à travers toute la Kolyma. Elles racontaient la vie des prisonniers sur des accords doux et mélancoliques. Anatol Krakowiecki, auteur polonais, publia l'une d'entre elles, avec la musique : 
« Je vis sur la côte de la mer d'Okhotsk

Où se termine l'Est lointain

Je vis dans les privations et la misère

construisant ici une nouvelle installation. »
Les strophes suivantes dépeignent la misère dans laquelle vivaient les prisonniers, et la dernière évoque les pics glacés des montagnes où les âmes des morts demeurent pour leur repos éternel.
Le salaire consistait en rations alimentaires, variant selon la productivité. En été, quand la production atteignait son maximum, la ration la plus importante atteignait 600 grammes de pain et un quart de hareng salé par jour ainsi qu'un un bol de soupe claire trois fois par jour. Pour les hommes les moins productifs, la ration de pain descendait à 400 ou même 200 grammes de pain par jour (ou même zéro ). En hiver, toutes les rations étaient réduites au minimum, et la soupe n'était servie que deux fois par jour. Les principaux travaux d'hiver consistaient à déneiger chemins et allées et à creuser le sol pour atteindre le niveau de l'or.
Parmi les différents témoignages apportés par les anciens internés des camps du Goulag (notamment Soljenitsyne et Chalamov), Gueorgui Demidov a décrit la vie des camps sous des angles d'observation variés ; à ce titre, son livre Doubar et autres récits fournit une sorte de « chronique de l'intérieur » des conditions de vie des prisonniers de diverses origines.

### L'autorité dans le camp

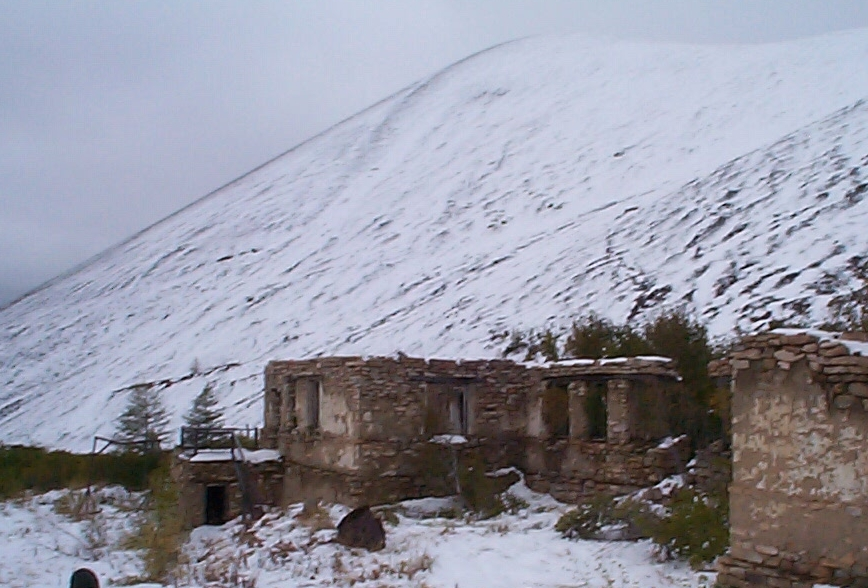
Les ruines d'un quartier de commandement d'un camp.

Un commandant et un détachement de garde supervisaient le camp. Des « prisonniers-fonctionnaires » étaient choisis parmi les criminels de droit commun. Les prisonniers politiques en étaient exclus. Ces « fonctionnaires » étaient assignés à la gestion interne, la cuisine, l'approvisionnement ou l'entretien des baraques. Leur fonction était aussi de sortir les hommes des baraques le matin, et d'utiliser tous les moyens pour maintenir le taux de productivité le plus élevé possible. La subordination des prisonniers aux criminels de droit était justifiée par le système comme extension de la terreur policière. L'utilisation de gourdins et les bastonnades à coups de pelles et de pioches étaient courantes. Parmi les mesures punitives applicables aux prisonniers, il y avait la réduction des rations ou les travaux supplémentaires après les douze heures de travail habituelles. Parfois, la punition était la mort.

### L'état des hommes
Anatol Krakowiecki, décrivant un groupe d'hommes envoyés depuis la mine vers un travail plus facile de réfection de route donne une image saisissante de l'état des prisonniers :

« […] de la mine d'or vient une procession de fantômes. Ces hommes ont dû assumer un travail pénible, comme des animaux, pendant toute la saison d'été. Des animaux se seraient révoltés ou seraient morts. L'homme endure plus qu'eux. Les hommes, exploités toute la saison, sont devenus des squelettes. Il est difficile de comprendre comment ces hommes sont encore en vie. Seulement la peau et les os, sans exagération. Ces êtres, autrefois des hommes, complètement détruits physiquement, ne sont plus nécessaires à la mine d'or car leur productivité est nulle ; aussi, à moitié morts, ils sont affectés à l'entretien des routes »

— Anatol Krakowiecki.

### La mortalité à la Kolyma
Selon l'historien britannique Robert Conquest, le taux de mortalité parmi les prisonniers atteignait 30 % la première année et à peu près 100 % après deux ans. Les causes en étaient d'abord les conditions climatiques extrêmes entraînant la mort ou les gelures ; ensuite des rations alimentaires très insuffisantes ; enfin, les épidémies de scorbut et de dysenterie, peu ou pas traitées.
Bien qu'il soit à peu près impossible de fournir un nombre de morts définitif, étant donné l'absence de données précises, les estimations donnent entre 130 000 et 500 000 victimes dans l'ensemble des camps de la Kolyma. Les trois millions avancés par Robert Conquest sont aujourd'hui considérés comme très surestimés, y compris par l'auteur lui-même.
La Kolyma fut aussi le tombeau de nombreux hauts responsables communistes tombés en disgrâce. Le héros du procès Kirov, Ivan Zaporojets, devint un prisonnier de la Kolyma avant d'être finalement exécuté en 1937. Le premier directeur du « pays gelé », Édouard Berzine, fut fusillé. L'homme qui avait institué son propre genre de terreur dans les camps sous son autorité, Stepan Garanine, fut arrêté en 1938 et meurt en détention en 1950. Son successeur, Vichniovietski, connut le même sort, mis en procès pour la mort de prisonniers qu'il avait emmenés pour une expédition en vue de trouver de nouveaux champs d'exploitation de l'or.

## La Seconde Guerre mondiale

### L'invasion de l'URSS
L'invasion du territoire soviétique par l'Allemagne nazie en 1941 entraîna d'abord de lourdes pertes russes sur le front, ce qui obligea les dirigeants soviétiques à adoucir leur politique envers la main-d'œuvre forcée : constatant que leurs sources de travail étaient limitées, ils décidèrent de changements importants au bénéfice des prisonniers. La main-d'œuvre se raréfiant du fait de la guerre, elle prit de la valeur : les traitements très durs des années 1937-1942 furent abandonnés, ce qui permit une amélioration des conditions de vie dans les camps de travail. Le taux de mortalité baissa significativement. Pendant plusieurs années, l'Union soviétique fut un peu plus tolérante envers ses prisonniers.

### Le témoignage des Polonais
Cette période de l'histoire de la Kolyma fut révélée au monde par les Polonais qui furent libérés grâce à un accord politique inhabituel entre l'Union soviétique et le gouvernement polonais en exil à Londres : en 1941, après l'invasion de l'Union soviétique par l'Allemagne nazie, les Polonais et les Soviétiques se trouvèrent du même côté face aux nazis et devinrent, malgré eux, alliés. Le traité, signé à Londres, impliquait la libération de tous les Polonais des prisons et camps de travail. Ses clauses, qui exigeaient leur élargissement immédiat, ne furent pas toujours appliquées avec célérité par le système pénal soviétique. Cependant, une large proportion des survivants intégra l'armée polonaise et quitta l'Union soviétique pour le Moyen-Orient. Les Britanniques et les Américains ne prirent pas leurs témoignages en compte. Les rapports des Polonais furent délibérément ignorés par les Anglo-Américains et présentés comme de la propagande anti-soviétique.

### La visite du vice-président américain
Le vice-président américain, Henry Wallace, visita la Kolyma en mai 1944. Après sa visite, il quitta le pays avec la conviction absolue que « ces camps n'ont jamais existé ». Son conseiller spécial, Owen Baltimore, fut impressionné par la vie culturelle de Magadan et par les magasins bien approvisionnés. Pendant les trois jours de sa visite, les chefs de la Kolyma firent tout pour lui cacher la réalité. Les miradors en bois furent abattus, les prisonniers ne furent pas autorisés à quitter leurs baraques et le visiteur américain n'eut pas idée du plus petit aspect de la vie en prison. Il fut emmené dans la seule ferme de la région, à 23 km de Magadan, et des jeunes filles bien habillées et bien nourries (des femmes policiers, déguisées en fermières) lui donnèrent une fausse impression sur l'effort agricole dans cette partie du pays. Il fut aussi emmené en avion vers le Nord, à la mine Berelakh, où il trouva que les mines d'État étaient une entreprise impressionnante. Les mineurs, selon lui, étaient en bonne santé et bien bâtis, et plus productifs que leurs collègues de Fairbanks, en Alaska. Dégustant du poisson frais de la rivière Kolyma, il complimenta le « chef du camp des mines ». La tromperie fut un succès total. Le monde extérieur reçut ainsi un témoignage de première main à propos de la Kolyma.

### La fin de la guerre
Avec la victoire sur l'Allemagne en 1945, les pertes sur le front cessèrent. Cette situation ouvrit de nouvelles sources de main-d'œuvre dans les pays nouvellement soumis. Les nouveaux arrivants furent les prisonniers de guerre allemands et japonais, les nationalistes ukrainiens, roumains, et même des membres de la Tajna Armia Polska, l'armée polonaise de résistance, qui avaient aidé l'Union soviétique. Tous ces hommes remplirent les vides laissés par leurs prédécesseurs. Cependant, ils trouvèrent à la Kolyma des conditions plus tolérables qu'auparavant. Beaucoup purgèrent une peine de dix ans, et du fait des changements politiques en Union soviétique, purent rentrer dans leur pays.

## La fin

### Transformation des camps de la Kolyma
Avec la dissolution de l'organisation des camps du « Dalstroï » en 1957, les Soviétiques adoptèrent une nouvelle politique de travail à la Kolyma. Bien que la population des prisons fût toujours soumise au travail forcé, il s'agissait surtout de détenus de droit commun. Les détenus politiques disparurent. La main d'œuvre libre existait déjà dans la région, mais une nouvelle main-d'œuvre fut recrutée de toutes les parties de l'Union soviétique sur une base volontaire. Beaucoup des nouveaux pionniers s'installèrent dans la région, fondant des familles et bâtissant des maisons. De jeunes hommes et femmes furent attirés dans ce pays-frontière avec la promesse de hauts revenus et d'un meilleur niveau de vie. L'entrée de la technique moderne rendit le pays de l'or vivable et en fit une région prospère de l'actuelle Russie.
Pour beaucoup de Russes, Polonais, Lituaniens et Lettons, le mot « Kolyma » demeure synonyme de l'horreur concentrationnaire.

## Littérature
- D'anciens détenus du goulag ont écrit sur leur expérience carcérale dans la Kolyma, notamment Varlam Chalamov, dans Récits de la Kolyma, et Evguénia Guinzbourg, dans Le Vertige et Le Ciel de la Kolyma.
- Dans son ouvrage En Sibérie, l'auteur anglais Colin Thubron relate que dans les années 1980, la population de la Kolyma était masculine dans une immense majorité, ce qui d'après les époux rendait leur femme infidèle et attirait les prostituées. « Kolyma est le pays où le soleil n'a pas de chaleur, les fleurs pas d'odeur et les femmes pas de cœur. » La ville de Magadan était alors la capitale du divorce de l'U.R.S.S.[17].

- Dans Kolyma (titre original : The Secret Speech), le deuxième ouvrage de la trilogie Leo Demitov (aussi appelée Enfant 44) de l'auteur britannique Tom Rob Smith, il est question de la Kolyma. Ce thriller est aussi (comme les deux autres ouvrages de cette trilogie) un livre historique expliquant le fonctionnement des camps.
- Les bande-dessinées « Little Tulip » et « New-York Cannibals », de François Boucq (dessin) et Jerome Charyn (scénario), racontent l’histoire de protagonistes hantés par leur passé dans les camps de travail de la Kolyma.

## Chronologie
- 1928-1929 : des terrains aurifères ont été délimités aux bords de la Kolyma et mis en exploitation par l'État.
- 13 novembre 1931 : création de la Société de Construction des Routes et de l'Industrie dans la région de la Haute Kolyma (Dalstroï) avec siège à Magadan pour exploiter les richesses minérales, construire des routes et industrialiser une partie du pays, dénommée Pays d'Extrême-Orient.
- 4 février 1932 : arrivée d'un bateau avec, à son bord, le premier commandant du Dalstroï, haut fonctionnaire éminent du NKVD (police politique soviétique), P.E. Berzine avec les dix premiers prisonniers.
- 1er avril 1932 : ordre de créer pour les besoins du Dalstroï le complexe de camps Sevostlag (Camps de travail correctionnels du Nord-Est).
- 1932-1933 : sur 11 100 prisonniers des camps de Kolyma (chiffres de décembre 1932), 10 % travaillent à l'extraction de l'or et 25 % seulement ont survécu à l'hiver. Extraction de 500 kg d'or.
- 1933 : décision de Berzine instituant pour les prisonniers des normes de travail, rationalisant l'exploitation et adoucissant le régime carcéral afin, entre autres, de diminuer la mortalité.
- 1er janvier 1934 : à la suite de l'arrivée de nouveaux convois de prisonniers politiques et de droit commun, le nombre des détenus de Sevostlag atteint 30 000. Berzine stigmatise les mauvais traitements infligés aux prisonniers, leurs mauvaises conditions de vie, les prolongations de peines sans motif et d'autres abus qui compromettaient l'exécution des plans politico-productifs de Dalstroï.
- 1936 : extension du terrain des activités du Dalstroï à 700 000 km2.
- 1937 : le nombre des prisonniers est passé de 36 000 en 1935 à plus de 70 000 ; l'extraction de l'or est passé de 14 500 en 1935 à 51 500 kg.
- mars 1937 : Berzine rapporte la grève de la faim et le complot de 200 prisonniers trotskistes, condamnés plus tard à mort et fusillés.
- juin 1937 : Staline critique la politique des commandants des camps de Kolyma comme ramollissante et trop douce pour les prisonniers.
- décembre 1937 : Berzine et ses assistants sont renvoyés à Moscou, arrêtés, inculpés d'espionnage et fusillés le 1er août 1938.
- 17 janvier 1938 : dénonciations par les rédacteurs du journal du parti Sovietskaïa Kolyma du régime totalitaire imposé dans le camp par le nouveau commandant, K.A. Pavlov. Staline qualifie de démagogiques et de non fondées les exécutions massives de prisonniers décidées par S.N. Garanine, chef du NKVD à Sevostlag.
- 4 mars 1938 : par décision du Conseil des commissaires du peuple de l'URSS, Dalstroï, qui depuis sa création dépendait du Conseil du Travail et de la Défense auprès du Conseil des commissaires, est subordonné au NKVD.
- décembre 1938 : le poète russe Ossip Mandelstam, condamné à 5 ans de camp, meurt près de Vladivostok, en route pour Kolyma.
- 1938-1939 : au cours de l'hiver, d'après les évaluations non vérifiées des anciens prisonniers, plus de 40 000 personnes sont mortes ; les pertes étaient remplacées par de nouveaux convois ; le nombre de prisonniers est ainsi passé de 90 700 en janvier 1938 à 138 200 en janvier 1939.
- 11 octobre 1939 : à la suite du dépassement de la limite de mortalité chez les prisonniers et de la non-exécution des programmes d'extraction d'or et d'autres minerais, Pavlov et Garanine ont été écartés ; Garanine a été condamné à mort pour espionnage et fusillé. Arrivée à Magadan de l'écrivaine Evguénia Guinzbourg, qui passe 18 ans dans les camps.
- 1939-1940 : Entre 7 600 à 10 000 (appréciations) citoyens polonais se retrouvent dans la Kolyma. Ils ont été séparés de vieux prisonniers soviétiques et envoyés dans les mines lointaines dans l'Est de Dalstroï où les conditions de travail étaient particulièrement dures et dangereuses. Extraction de 62 tonnes d'or en 1939 ; on estime à 45 tonnes l'extraction d'or en moyenne dans les années suivantes.
- 10 mars 1941 : le territoire de Dalstroï a été agrandi jusqu'à 2 266 000 km2 (10 % de la surface de l'URSS à l'époque), le nombre de prisonniers a atteint 190 000 dont 3 700 d'anciens membres des professions libérales, principalement ingénieurs, géologues et techniciens.
- 1942-1944 : à la suite de difficultés de transport, à l'insuffisance des réserves humaines et à l'envoi au front d'une partie de prisonniers, leur nombre était tombé à 84 700 en janvier 1944 ; le temps de travail a été prolongé au-delà de 12 heures par jour, ce qui sous un régime brutal, inchangé malgré le départ de Pavlov, a conduit à augmenter le taux de mortalité des détenus.
- octobre 1945 : un camp de prisonniers de guerre japonais a été ouvert à Magadan et rattaché au Dalstroï ; au moment de la libération en septembre 1949, il y avait encore 3 479 prisonniers.
- 28 février 1948 : un camp spécial no 5 soumis à un régime aggravé a été créé ; subordonné à Dalstroï et installé dans sa partie centrale indépendamment du secteur productif de Dalstroï.
- 20 septembre 1949 : pour une meilleure organisation et pour renforcer l'exploitation du travail des prisonniers, le ministère des Affaires intérieures de l'URSS crée l'Administration des Camps de Travail de Dalstroï, dont les directions de 26 unités carcérales qui avaient été créées avant la guerre dans 11 branches administratives de l'industrie minière et dont les commandants devaient également diriger les camps de travail qui dépendaient d'eux. La réorganisation se mettait en place lentement en raison de la résistance des anciens du NKVD.
- 1949-1952 : l'augmentation du nombre de prisonniers de 108 700 en janvier 1949 à presque 200 000 (199 726 disent les rapports) au 1er janvier 1952 a accompagné cette réorganisation. C'était, dans toute l'histoire de Dalstroï et de Kolyma, le nombre de prisonniers le plus élevé. Les conditions de leur vie et de leur travail, par rapport à la période de guerre, n'ont subi qu'une amélioration insignifiante.
- mai 1952 : fin de la réorganisation des camps de Kolyma, entreprise en 1949 ; « Le Sievvostlag a été liquidé et le Dalstroï constitue l'Administration Centrale des Camps - (Goulag) » déclarait I.V. Mitrakov, qui en était commandant à l'époque.
- 18 mars 1953 : après la mort de Staline, mise en place d'une nouvelle direction du parti et de l'État. Par un décret du Conseil des Ministres de l'URSS, le Dalstroï est rattaché au Ministère de la Métallurgie, et ses camps au Goulag, qui dépend alors du Ministère de la Justice de l'URSS.
- septembre 1953 : début de la libération massive des prisonniers et de la liquidation progressive des camps de la Kolyma.